# Pausanias (Makedone)
Pausanias (altgriechisch Παυσανίας Pausanías; * in Orestis; † 336 v. Chr. in Aigai) war der Mörder des makedonischen Königs Philipp II. Er wurde in Orestis im oberen Makedonien als Sohn des Kerastos geboren und gehörte der Leibwache (Somatophylakes) Philipps an. Im Herbst 336 v. Chr. ermordete er seinen Herrn während der Hochzeit von dessen Tochter Kleopatra mit dessen Schwager Alexander von Epirus im Theater von Aigai. In einigen antiken Quellen wird der Verdacht geäußert, dass Philipps Gattin Olympias und deren Sohn Alexander der Große an dem Attentat mitwirkten, da sie kurz davor ein heftiges Zerwürfnis mit dem ermordeten König gehabt hatten. Die moderne Forschung ist in dieser Frage geteilter Meinung.

## Antike Darstellungen des Mordes

### Aristoteles und Diodor
Der berühmte Philosoph und Lehrer Alexanders des Großen, Aristoteles, erwähnt in seinem staatsphilosophischen Werk Politik den Mord an Philipp kurz. Als Motiv für die Tat gibt er an, dass der König eine Misshandlung ungesühnt ließ, die der makedonische Adlige Attalos und dessen Gefolgsleute Pausanias zugefügt hatten.
Der sizilische Historiker Diodor, der im ersten vorchristlichen Jahrhundert lebte, erweitert in seiner Darstellung des Mordes die Angaben des Aristoteles wesentlich. Laut diesem Bericht wurde Pausanias aufgrund seines guten Aussehens vom König geliebt, bis er von einem gleichnamigen jungen Mann aus Philipps Zuneigung verdrängt wurde. Aus Eifersucht überhäufte der spätere Königsmörder seinen Rivalen mit Schmähreden. Pausanias’ Namensvetter nahm sich die Beleidigung so zu Herzen, dass er sich dem befreundeten Attalos anvertraute und danach freiwillig aus dem Leben schied, indem er bei einem Feldzug gegen den Illyrerkönig Pleurias einen lebendigen Schutzschild für den König abgab. Attalos übte Rache, indem er Pausanias zu einem Bankett einlud, ihm reichlich Wein kredenzen ließ und ihn in völlig berauschtem Zustand einer schändlichen Behandlung durch seine Stallknechte aussetzte (er wurde angeblich mehrfach vergewaltigt). Wieder nüchtern geworden bemerkte Pausanias, wie übel ihm mitgespielt worden war und führte darüber Beschwerde bei König Philipp. Dieser war aber nicht zur Ahndung des Vergehens bereit, da er Attalos als tüchtigen Feldherrn für die Leitung des Vorauskommandos des geplanten Perserkrieges bestimmt hatte; außerdem war Attalos der Onkel von Philipps letzter Gattin Kleopatra. Der Monarch vertröstete Pausanias daher durch Präsente und Aufnahme unter die königlichen Leibwächter. Über die nicht erfolgte Bestrafung des Attalos enttäuscht, hasste Pausanias nun auch den König. Er wurde außerdem vom Sophisten Hermokrates belehrt, viel Ruhm durch die Ermordung desjenigen Mannes erlangen zu können, der die größten Taten vollbracht habe. So reifte in Pausanias die Absicht zur Tötung des Königs, die er während der Feste anlässlich der Hochzeit der Königstochter Kleopatra mit Alexander von Epirus in die Tat umsetzte. Als Philipp seine Leibwache zurückließ und allein dem Theater zustrebte, lief der schon lauernde Pausanias auf ihn zu und erdolchte ihn. Der Überraschungseffekt verschaffte dem Attentäter einen Vorsprung zur Flucht. Als er aber die am Eingang postierten Pferde erreichte und sich in den Sattel schwingen wollte, blieb sein Schuh in einer Ranke hängen, so dass er stürzte und nun von drei ihm nachgeeilten Leibwächtern Leonnatos, Perdikkas und Attalos (nicht mit dem erwähnten gleichnamigen Feldherrn identisch) an Ort und Stelle getötet wurde.

### Iustinus
Iustinus, der vermutlich im zweiten oder dritten Jahrhundert n. Chr. lebte, weicht in seinem Bericht über den Mord an Philipp II. beträchtlich von Diodors Darstellung ab. Er erwähnt zwar auch, dass Attalos den Pausanias betrunken machte und von seinen Untergebenen schändlich behandeln ließ, doch fehlt der von Diodor angegebene Grund, dass Pausanias zuvor aus Eifersucht einen gleichnamigen Nebenbuhler schmähte und so in den Tod trieb. König Philipp ignorierte laut Iustinus nicht nur die Klagen des Pausanias über Attalos, sondern verspottete ihn auch noch. Ferner wird kein Philosoph erwähnt, der durch seine Reden Pausanias zum Mord anspornte. Dagegen sagt Iustinus, dass es den Verdacht gab, Olympias habe Pausanias wegen erheblicher Auseinandersetzungen mit ihrem Gemahl zu der Tat angestiftet; und sogar Alexander der Große könnte eingeweiht gewesen sein. Bei seiner Ermordung war Philipp im Gegensatz zu Diodors Darstellung nicht allein, sondern in Begleitung Alexanders des Großen und Alexanders von Epirus. Als der Mörder floh, wurde er nicht gleich getötet, sondern erst später gekreuzigt. Diese Angabe passt zu einem Papyrusfragment eines unbekannten antiken Historikers, der zusätzlich berichtet, dass weitere Personen als Mittäter verurteilt wurden, die Pausanias wohl bei einem nach seiner Festnahme durchgeführten Verhör verraten hatte. Laut Iustinus sei der Verdacht gegen Olympias dadurch erhärtet worden, dass sie die Pferde für die Flucht des Pausanias bereitgestellt und später eine Goldkrone auf das Haupt des Gekreuzigten gesetzt habe; ferner soll sie den Leichnam des Mörders auf den sterblichen Überresten des toten Königs verbrannt, ihm dort einen Grabhügel errichtet, jährliche Opferfeste zu seinem Andenken angeordnet sowie das Schwert, mit dem der Mord verübt worden war, Apollon geweiht haben.

## Beurteilung des Mordes in der modernen Wissenschaft
Moderne Historiker beurteilen die möglichen Hintergründe des Mordes an Philipp II. sehr unterschiedlich. Ein Teil der Forscher hält Olympias und Alexander den Großen für die Anstifter, ein anderer glaubt an deren Unschuld. Es gibt aber auch eine Gruppe von Historikern, die eine Komplizenschaft der Olympias als wahrscheinlich betrachtet, hinsichtlich Alexanders aber zurückhaltender urteilt. Die letztere Ansicht teilt etwa Robin Lane Fox.
Das Hauptmotiv, dass Olympias und ihr Sohn vielleicht den Königsmord anstifteten, ist in Philipps letzter (Liebes-)Heirat mit der jungen Makedonin Kleopatra zu suchen. Olympias sah dadurch ihre Stellung gefährdet und Ehre verletzt, verließ den Hof und residierte bei ihrem Bruder Alexander von Epirus, den sie zum Krieg gegen ihren Gemahl anzustacheln suchte. Auch Alexander der Große zerstritt sich nachhaltig mit seinem Vater bei dessen Hochzeitsfeier mit Kleopatra und versöhnte sich später nur äußerlich mit ihm. Vor allem dürfte er seine Thronfolge durch einen möglichen Sohn seiner neuen Stiefmutter bedroht gesehen haben, da Olympias als Epirotin aus makedonischer Sicht „Ausländerin“ war und Attalos eine dementsprechende taktlose Bemerkung machte, dass Philipp endlich einen echtbürtigen Sohn von Kleopatra bekommen könnte.
Ein eindeutiger Beweis für oder gegen die Mitschuld von Olympias und ihrem Sohn an dem Königsmord lässt sich freilich nicht erbringen. Die von Iustinus geschilderte angebliche Ehrung, die Olympias dem getöteten Mörder erwies, lässt sich auch durch bloße Freude über dessen Tat erklären. Allerdings schreckte sie später vor keinerlei Gewalttaten, etwa der Beseitigung der jungen Witwe Philipps, zurück. Aristoteles’ und Diodors Berichte dürften wahrscheinlich die offiziell am Hof verbreitete Version des Attentates darstellen, da sie den folgenreichen Streit Philipps mit seiner Gattin und seinem Sohn überhaupt nicht erwähnen und Pausanias als alleinigen, aus rein persönlicher Rachegier handelnden Täter beschreiben. Die Variante, dass die angeblich von Attalos an Pausanias verübte und vom König nicht bestrafte Schmach das einzige Mordmotiv gewesen sei, kam Olympias und ihrem Sohn insofern sehr gelegen, als Attalos kurz nach Philipps Tod auf Alexanders Befehl ermordet wurde und daher nicht mehr widersprechen konnte. Schließlich ist noch zu bedenken, dass auch andere Parteien, etwa die Perser, Interesse an Philipps Tod haben konnten.